# Gora (televizijska serija)
Gora, hrvatska je televizijska serija u produkciji Antitalent-a za HRT. Autori serije su Maja Pek-Brünjes i Danijel Pek.
Serija je pretpremijeru imala 17. kolovoza na 29. Sarajevskome filmskom festivalu gdje su prikazane prve dvije epizode, a s premijernim prikazivanjem je krenula od 2. listopada do 12. prosinca 2023. godine na prvom programu HRT-a. Serija je nominirana za nagradu Srce Sarajeva na 30. Sarajevskome filmksom festivalu.

## Radnja
Serija prikazuje priču o junaštvu, prijateljstvu, ljubavi i žrtvovanju članova gorske službe za spašavanje u planinama i njihovih obitelji u malome gradu u Gorskom kotaru. Unatoč životu u idiličnom i mirnom okruženju, glavni likovi imaju iznimno uzbudljiv i aktivan život kao spasitelji. Njihovo okruženje je lijepo, ali ne mirno i krije nekoliko intriga koje povezuju ekipu za spašavanje i njihove obitelji. 

## Pregled serije
| Sezona | Sezona | Epizode | Epizode | Originalno emitiranje | Originalno emitiranje |
| Sezona | Sezona | Epizode | Epizode | Premijera             | Finale                |
| ------ | ------ | ------- | ------- | --------------------- | --------------------- |
|        | 1.     | 22      | 22      | 2. listopada 2023.    | 12. prosinca 2023.    |

### Epizode
| Epizoda | Naslov       | Scenarist(i)                                  | Nadnevak prikazivanja |
| --- | ------------ | --------------------------------------------- | --------------------- |
| 1 | "Epizoda 1"  | Maja Pek-Brünjes                              | 2. listopada 2023.    |
| Slaven se vraća u rodni kraj na očev rođendan i pokaznu vježbu GSS-a. Slaven je u lošim odnosima sa svojim ocem, Goranom, koji je šef GSS-a. Slaven dolazi nepripremljen na vježbu i napravi pogrešku kojom ugrozi tim, što naljuti njegovog oca. Idućeg dana, Goran odlazi na tradicionalni rođendanski uspon na planinu. Katarina, Goranova supruga priprema veliku proslavu na koju dolazi obitelj i cijeli njegov tim. Goran se ne vraća s planine.                                                                       |              |                                               |                       |
| 2 | "Epizoda 2"  | Maja Pek-Brünjes                              | 3. listopada 2023.    |
| Nakon neispavanog noćenja, Slaven i ostali članovi GSS-a su na nogama u potrazi za njegovim ocem. No, uskoro stiže poziv od uznemirenog planinara s djetetom u stanju hipoglikemijskog šoka. Na sreću, HGSS stiže na vrijeme i uspješno spašava dječaka. Međutim, otkrije se da je tamo bila i skupina ostalih dječaka, koji su ostali sami na planini bez mobitela. Kreće velika potraga za njima, privremeno stavljajući u drugi plan potragu za Slavenovim ocem.                                                           |              |                                               |                       |
| 3 | "Epizoda 3"  | Maja Pek-Brünjes i Dora Šustić                | 9. listopada 2023.    |
| Tri mjeseca je prošlo od otkako je Goran nestao, njegova obitelj žaluje, Slaven ne odustaje od potrage i nade da će naći oca. Jedinica primi poziv u pomoć od ozlijeđenog planinara, koji je prilikom šetnje s psom pao u provaliju. Na mjestu nesreće pristup Robertu je otežan zbog odrona, a HGSS nikako da dobije helikopter za spašavanje. Slaven, Ozren, Ivana, Petra i Boris su prepušteni sami sebi, a unesrećeni se pouzdaje u Barta, svog psa.                                                                      |              |                                               |                       |
| 4 | "Epizoda 4"  | Dora Šustić                                   | 10. listopada 2023.   |
| Ivana, kartografkinja, pronalazi nepoznati put koji vodi do špilje u kojoj živi Toma, špiljski čovjek. Toma je pustinjak koji je odlučio živjeti odvojeno od civilizacije. Članovi GSS-a pokušavaju mu pomoći, ali Toma odbija pomoć i ne želi se vratiti u civilizaciju. Slaven, jedan od članova GSS-a, shvaća da možda nikad neće pronaći oca. Ivana, također članica GGSS-a, nailazi na novu prepreku pred odlazak u Afriku. Liječnica Petra shvaća da, iako su na prvu dva suprotna svijeta, ona i Toma imaju sličnosti. |              |                                               |                       |
| 5 | "Epizoda 5"  | Maja Pek-Brünjes i Daria Stilin               | 16. listopada 2023.   |
| Na poziv zabrinute majke, čija kći Lea igra online igru i traži tragove po šumi, GSS kreće u potragu. Dok pokušava postati zvijezda, Lea se suočava se s online pritiskom i zlostavljanjem. Boris ostaje kod kuće pa Ozren grabi priliku da se dokaže na njegovoj poziciji. Ivana osjeća stres zbog pogreške na planinarskoj karti... |              |                                               |                       |
| 6 | "Epizoda 6"  | Maja Pek-Brünjes i Daria Stilin               | 17. listopada 2023.   |
| Jeleni se čini da su je majka i brat odbacili. Podršku traži kod Ozrena, no nakon njegova odbijanja utjehu nalazi u pustolovnom raftingu s prijateljima. Zbog previše alkohola društvo postaje prilično opušteno i jednoga od njih odnosi riječna struja. Okuplja se GSS i kreće potraga... |              |                                               |                       |
| 7 | "Epizoda 7"  | Daria Stilin                                  | 23. listopada 2023.   |
| Bračni par poveo je djecu na izlet u šumu, ali više vremena provode razgovarajući o poslu nego s djecom. Da bi se iskupili pristaju na igru zvanu "Yes Day" koja ih sve dovede u opasnu situaciju. Ivana gubi samopouzdanje, Katarina volju, a Boris obitelj. Nakon što slučajni prolaznik obavijesti GSS o pronalasku roditelja zavezanih za stablo, ekipa kreće u potragu... |              |                                               |                       |
| 8 | "Epizoda 8"  | Maja Pek-Brünjes, Daria Šustić i Daria Stilin | 24. listopada 2023.   |
| Planinari u šumi susreću dijete koje im se obrati na nepoznatom jeziku. Pokušaju ga otjerati, no ono ih nastavi pratiti pa obavijeste policiju. Slaven, Petra i Boris kreću u potragu i ubrzo pronalaze prestrašenu djevojčicu arapskog podrijetla. Slaven i Jelena zabrinuti su za Katarinu koja ih iznenadi svojom odlukom. |              |                                               |                       |
| 9 | "Epizoda 9"  | Daria Stilin                                  | 30. listopada 2023.   |
| Rano jutro u šumi, Kaja se budi u šatoru, no njezinom dečku Dubravku ni traga. GSS tim uskoro shvaća da dečko nije izgubljen već je pripremio iznenađenje. Svjesni da im troši vrijeme i resurse, pomažu zbunjenoj Kaji. Marina prima loše vijesti, Katarina je čvrsta u odluci, a ostatak tima zabrinut je zbog Borisova stanja... |              |                                               |                       |
| 10 | "Epizoda 10" | Rene Gallo                                    | 31. listopada 2023.   |
| Slaven ulazi u sukob s gostom hotela, što će pogoršati njegov odnos s Katarinom. Bježeći od problema, podršku dobiva od Ozrena. Prijateljsko druženje prekida pad motornog zmaja. |              |                                               |                       |
| 11 | "Epizoda 11" | Daria Stilin, Rene Gallo, Dora Šustić         | 6. studenog 2023.     |
| Zagrebački bend "Klinci" stiže na radni odmor u planinu. Dečki su ponijeli instrumente, žele se opustiti i svirati. No frontmen benda ima ideju kako "zapapriti" vikend. Petra je impresionirana Ozrenovim rješavanjem situacije s "Klincima" i Ivicom Gljivicom. Bračni par izbjeglica uhvaćen je u šumi i doveden u bunker gdje ih dočekuje poznato lice. |              |                                               |                       |
| 12 | "Epizoda 12" | Daria Stilin, Dora Šustić                     | 7. studenog 2023.     |
| Goran vodi krijumčare i djevojke do mjesta gdje ih čekaju kupci. Katarina dobiva odličnu ponudu za prodaju hotela, Boris se nastoji družiti s kćerima, a Slaven i Marina se zbližavaju. Goran riskira svoj život, kao i život izbjeglice. |              |                                               |                       |
| 13 | "Epizoda 13" | Daria Stilin                                  | 13. studenog 2023.    |
| Goran ostavlja trudnu migranticu Yeseniu u šumi i traži način kako da dozove pomoć. Slaven i Marina bude se zajedno ali se zbog osjetljive situacije Marina brzo povlači. GSS dobiva dojavu o dimu koji se diže nad šumom iznad planinarskog doma... |              |                                               |                       |
| 14 | "Epizoda 14" | Rene Gallo                                    | 14. studenog 2023.    |
| Jakov se razlikuje od druge djece, živi u svom svijetu i čeka dan kad će se osamostaliti. Nakon sukoba s vršnjacima bježi u šumu. Ivana prepozna njegovu ranjivost i ohrabri ga da se zauzme za sebe. Goran se teško nosi s traumama, što utječe na cijelu obitelj. |              |                                               |                       |
| 15 | "Epizoda 15" | Maja Pek-Brünjes                              | 20. studenog 2023.    |
| Bračni par Ana i Jure sa sinom Tomislavom i njegovom suprugom Nikom kreću na planinu. Izlet se uskoro pretvara u noćnu moru, pod njima se otvori zemlja i svaka je sekunda važna u akciji za koju je rijetko tko spreman. |              |                                               |                       |
| 16 | "Epizoda 16" | Maja Pek-Brünjes                              | 21. studenog 2023.    |
| Tomislav i Jure, zarobljeni pod zemljom i pred teškom odlukom, suočavaju se s tajnama davno gurnutim pod površinu. Goran se bori s vlastitom nemoći dok je pred Slavenom najteži zadatak u životu. |              |                                               |                       |
| 17 | "Epizoda 17" | Dora Šustić                                   | 27. studenog 2023.    |
| Iako je prošlo neko vrijeme od tragedije, Slaven si još uvijek ne oprašta. Ivana je otputovala u Afriku, a Marina konačno potražila maminu pomoć. Prijateljice Ida i Matea krenule su u potragu za savršenim sastojcima za pesto. Dan će obilježiti dvije krive procjene. |              |                                               |                       |
| 18 | "Epizoda 18" | Dora Šustić                                   | 28. studenog 2023.    |
| Odbojkašice Dijana i Ema u šumi treniraju pod budnim okom trenera. Dijana je fokusirana, dok Ema stalno smišlja izgovore zbog čega je trener udalji na "kazneno" trčanje. Za Dijanu trening završava pokušajem silovanja. Marinino stanje se pogoršalo, što pogađa njezinu kćer Hanu. Kad se Ema vrati s trčanja, Dijane nema. Kreće velika potraga. |              |                                               |                       |
| 19 | "Epizoda 19" | Dora Šustić                                   | 4. prosinca 2023.     |
| Mlada majka Anja nalazi se u naizgled bezizlaznoj situaciji. Jedina slamka spasa joj je Petra koja je ne želi ostaviti samu. Dvije žene zajedno provode sate i pomažu jedna drugoj. |              |                                               |                       |
| 20 | "Epizoda 20" | Rene Gallo                                    | 5. prosinca 2023.     |
| Ljetni je dan i tim GSS-a ima posla s turistima u japankama i nepripremljenim obiteljima u potrazi za savršenim selfijem. Ozren na teži način shvaća da nema budućnosti s Petrom. Jelena napokon progovara o pravim razlozima povratka u Gorski kotar. |              |                                               |                       |
| 21 | "Epizoda 21" |                                               | 11. prosinca 2023.    |
| 22 | "Epizoda 22" |                                               | 12. prosinca 2023.    |

## Glumačka postava

### Glavne uloge
- Kristijan Petelin kao Slaven Marković, Goranov i Katarinin sin, Jelenin brat, Tein dečko. Mjenja očevo mjesto voditelja.
- Ugo Korani  kao Ozren, spašavatelj na vodi, rafter
- Dinka Vuković kao Petra, liječnica
- Sandra Lončarić kao Ivana Bilić, kartografkinja, Daliborina supruga
- Aleksandar Cvjetković kao Goran Marković, voditelj lokalne GSS jedinice, Katarinin suprug i Slavenov otac s kojim zbog svoje tvrdoglavosti često ulazi u sukob.
- Barbara Nola kao Katarina Marković, Slavenova majka i Goranova supruga s kojim je u braku 34 godine, zajedno vode obiteljski hotel.
- Jasmin Mekić kao Boris Novak, Verin suprug, Mijn i Klarin otac. Pilot dronom.
- Lucija Rukavina kao Marina Jurić, Slavenova i Ozrenova prijateljica, Hanina majka, samostalno je izgradila posao hortikulture i prirodne kozmetike.
- Romina Tonković kao Jelena Marković, Slavenova sestra, Goranova i Katarinina kćer. Nakon studija u Rovinju vraća se u rodni kraj. Njezin neostvareni san je studij modnog dizajna.

### Sporedne uloge
- Sara Parisi kao Hana Jurić, Marinina kćer, pametna i samostalna djevojčica.
- Sanja Milardović kao Vera Novak, Borisova supruga, nije sretna što joj Boris nije podrška u odrastanju njezinih kćeri, uz to mu zamjera često odsustvo zbog njegovih obveza u GSS-u.
- Marijeta i Priska Ugrina kao Mia i Klara Novak, Borisove i Verine kćeri.

### Gostujuće uloge
- Veronika Mach kao Zvončica
- Andro Damiš kao Mario
- Ivan Magud kao Nikola
- Hrvojka Begović kao Tinova mama
- Marijana Mikulić kao Marinova mama
- Andrej Dojkić kao Robert
- Dorotea Ilečić Sever kao Eva
- Tomislav Martić kao Toma Foretić
- Vida Tunguz kao Lea
- Marta Bolfan Ugljen kao žena iz grupe podrške
- Marin Stević kao Karlo
- Lena Medar kao Anamarija
- Živko Anočić kao Ivor
- Anđela Ramljak kao Ksenija
- Tom Rushaidat kao Marul
- Ana Sičenica kao Lana
- Anja Jeličić kao Noor
- Ivan Ožegović kao Planinar
- Tena Tadić kao Planinarka
- Maruška Aras kao Kaja
- Borna Galinović kao Dubravko
- Fares Mongy kao Arif
- Josipa Anković kao Yesenia
- Josip Lukić kao gost hotela
- Karlo Vorih kao Crni
- Marko Bičanić kao Dovla
- Andrija Tomić kao Tonči
- Matej Matijević kao Ivica
- Stipe Radoja kao Krijumčar 1
- Pavle Vrkljan¸kao Krijumčar 2
- Petra Tunjić kao Cura iz bunkera 1
- Tea Harčević kao Melina
- Fares Mongy kao Arif
- Ilija Paović kao Jakov
- Melisa Jakupović kao Vedrana
- Ivan Grlić kao dečko 1
- Tit Emanuel Medvešek kao dečko 2
- Jelena Perčin kao Jakovova mama
- Lena Medar kao Anamarija
- Goran Grčić kao Jure
- Bojana Gregorić Vejzović kao Ana
- Matija Čigir kao Tomislav
- Tena Nemet Brankov kao Nika
- Darko Milas kao geolog
- Milica Manojlović kao psihologinja
- Melody Martišković kao Ida
- Aneta Grabovac kao Matea
- Tea Ljubešić kao Dijana
- Klara Fiolić kao Ema
- Paško Vukasović kao Trener
- Ana Vučak Veljača kao Anja
- Domagoj Janković kao Vedran
- Konstantin Haag kao Jan
- Ivan Pašalić kao Hauke
- Hana Japundžić kao Majka
- Ines Bojanić kao Andrea
- Martin Kuhar kao Rus
- Domagoj Ikić kao Boro
- Iva Mihalić kao odvjetnica Jurić
- Dean Krivačić kao taksist
- Đorđe Kukuljica kao Ravnatelj klinike
- Rea Bušić kao medicinska sestra
- Bernard Tomić kao Rene
- Iva Mihalić kao odvjetnica Jurić

### Ostale uloge
- Ante Krstulović kao GSS-ovac 1
- Asim Ugljen kao Željko
- Lucija Alfier kao Nives
- Nikolina Prkačin kao Ozana
- Dajana Čuljak kao Tea, Slavenova djevojka
- Dražen Šivak kao Dalibor, Ivanin suprug
- Antonio Agostini kao GSS-ovac 2
- Vedran Vukomanović kao GSS-ovac sa psom
- Petar Matijević kao Vili
- Jakov Ivanković kao Tino
- Fran Požgajčić kao Marin
- Ante Primorac kao Hrvoje
- Maja Katić kao Neda
- Anamarija Jurišić kao reporterka
- Luka Dragić kao policajac Ivan
- Enes Vejzović kao inspektor
- Ivana Horvat kao Leina mama
- Vinko Kraljević kao liječnik
- Ivan Drmić kao Borna
- Nika Obučina kao Ivanina prijateljica 1
- Marija Knežević kao Ivanina prijateljica 2
- Dragana Ristin kao Ivona
- Irina Nesterova kao pilotkinja
- Dušan Gojić kao susjed Dinko
- Slaven Knezović kao kupac
- Sara Blažić kao učiteljica
- Vedran Živolić kao Željko / Denis
- Sanja Milardović kao Vera
- Jasna Palić Picukarić kao Lucija
- Anica Kovačević kao Emina mama
- Tana Mažuranić kao Dijanina mama
- Veronika Mach kao Zvončica
- Nina Violić kao Lana

### Statisti sa zadatkom
- Noa Tonsa kao GSS-ova 4
- Tino Trkulja kao GSS-ovac 5
- Mario Jelić kao GSS-ovac početnik
- Domagoj Ružić kao Luka
- Tomislav Poropat kao Tinov tata
- Luka Tandara kao Roko
- Ivan Podrug kao policajac
- Sead Košpić kao čuvar bunkera
- Gloria Navaro Copa kao Cura iz bunkera 2
- Marica Gotovac kao turistica
- Veljko Pleše kao vatrogasac 1
- Nereo Marcovich kao vatrogasac 2
- Zdenko Badurina kao vatrogasac 3
- Siniša Bjelopetrović kao policajac 1
- Slavko Knežević kao policajac 2
- Tomislav Uremović kao policajac 3
- Stipe Božić kao speleolog 1
- Jure Splivalo kao speleolog 2
- Ema Kanjer kao Sarah
- Linda Dedić kao Kćer
- Angelina Arbanas kao planinarka 1
- Maja Pećnik kao planinarka 2
- Mateja Gašparec kao tajnica
- Valentino Podnar kao Jozo

## Snimanje
Serija iako je trebala početi sa snimanjem u ožujku, počela je u svibnju 2023., a snimanje će se odvijati na području Gorskog kotara, Delnica, Ravne Gore i u Sungeru i okolici Mrkoplja, u šumama Gorskog kotara i okolici Zagreba. Snimanje se završilo u srpnju 2023. u zagrebačkom studiju, nakon 98 dana

## Vanjske poveznice
- Službena stranica na antitalent.hr